# Balma del Moro
La Balma del Moro est un dolmen situé dans la commune de Laroque-des-Albères, dans le département français des Pyrénées-Orientales. 

## Situation
La Balma del Moro a été édifiée à 600 m d'altitude, sur une crête des Albères dominant la plaine du Roussillon. Elle est accessible à pied par un sentier balisé reliant le village de Laroque-des-Albères au puig Neulós, point culminant du massif des Albères.

## Toponymie et historique
Balma est un toponyme d'origine celte qui a été transmis au Roussillon par les Romains. Il est souvent utilisé en Catalogne et dans le Sud de la France pour désigner des grottes ou des lieux proches de grottes, mais aussi parfois pour des dolmens, comme celui-ci ou la Balma de Na Cristiana situé à quelques kilomètres de là. Le mot est passé en catalan et signifie « grotte peu profonde » ou « abri sous roche ».
Le terme catalan Moro signifie « Maure ». Ici, les Maures désignent moins les Sarrazins qui ont envahi la région au Moyen Âge que des êtres légendaires passés dans la mythologie locale.
Le dolmen est mentionné pour la première fois par Jaubert de Réart en 1835.

## Description
Selon Jean Abélanet, il s'agit de « l'un des trois plus beaux et plus grands dolmens du département ». C'est un dolmen à couloir. La chambre est de forme rectangulaire (environ 2,50 m de long sur 2 m de large et 1,60 m de hauteur), elle est délimitée par trois orthostates côtés ouest, nord et est. Elle ouvre au sud-sud-est. Le côté oriental est constitué d'une grande dalle (2,53 m de long pour une épaisseur variant de 0,25 à 0,40 m) débordant largement la dalle de chevet (2 m de long pour une épaisseur de 0,20 m) au nord-est. Le côté occidental est composé d'une dalle assez courte (1,44 m de long pour une épaisseur de 0,20 m). Une dalle (0,67 m de large sur 1,35 m de haut) plantée dans le prolongement de l'orthostate oriental constitué le seul vestige du couloir d'origine. La table de couverture mesure 3 m de longueur. Toutes les dalles sont en granite d'origine locale, elles ont été prélevées à peu de distance sur la crête à l'est. Les orthostates des côtés latéraux sont complétés par de petites dalles dalles basses et des murettes en pierres sèche qui correspondent à des réaménagements modernes.
Le tumulus, de forme circulaire, semble être une construction étagée intégrant des éléments de structure rayonnants. Compte tenu que le dolmen a été édifié sur une crête comportant une pente raide côté nord, il est peu probable que le tumulus ait pu à l'origine recouvrir complètement le monument.

## Matériel archéologique
Le dolmen a été pillé de longue date et il a servi occasionnellement d'abri pour la chasse. Le tamisage du contenu de la chambre n'a livré que quelques tessons de céramique vernissée, d'époque récente, et de rares tessons très érodés et atypiques ainsi que deux éclats de silex. Un petit objet en bronze moulé, en forme de pointe de flèche, mais trop épais pour en tenir lieu, a été découvert sur le tumulus.